# Fermata (zespół muzyczny)
Fermata – słowacki zespół jazz-rockowy powstały w roku 1973, do 1991 nosił nazwę Fermáta.
Muzyka grupy była zwykle instrumentalna, inspirowana słowackim folklorem, porównywano ją do Mahavishnu Orchestra, Billy'ego Cobhama czy też SBB.

## Historia grupy
Grupę założył gitarzysta, František Griglák (wcześniej Collegium Musicum) oraz klawiszowiec, Tomáš Berka, grający wcześniej w Ex We Five. Skład uzupełnili perkusista Pavol Kozma oraz basista Laco Lučenič, jednak wkrótce zastąpili ich Peter Szapu (perkusja) oraz Anton Jaro (gitara basowa). Pierwszą płytę, zatytułowaną Fermáta grupa wydała w 1975 nakładem wytwórni OPUS. Wtedy Szapu zastąpił Cyril Zelenák. Druga płyta, Pieseň z hôľ ukazała się rok później. 
Trzecia płyta grupy, Huascaran, wydana w 1977 stanowiła album koncepcyjny poświęcony ofiarom trzęsienia ziemi w Peru w 1970, gdy w lawinie pod Huascarán zginęli czechosłowaccy alpiniści. Według Sebastiana Chosińskiego z pisma Esensja była jedną z najważniejszych czechosłowackich płyt powstałych w latach 70. W składzie nagrywającym tę płytę znaleźli się już kolejni muzycy: Laco Lučenič (gitara basowa) oraz Karol Oláh (perkusja).
Po nagraniu Huascaran do grupy dołączył basista Fedor Frešo, znany z takich grup jak Prúdy, Collegium Musicum, czy Modrý efekt. Razem z nim grupa nagrała trzy kolejne albumy: Dunajská legenda (1980), Biela planéta (1980), oraz Generation (1981).
Po 1981 w miejsce Frešo dołączył Dalibor Jenis, a także pierwszy w historii grupy wokalista - Juraj Bartovič, z których udziałem powstał album Ad libitum (1984).
Po reaktywacji w roku 1991, w składzie został wyłącznie Griglák, do którego dołączali kolejni muzycy. Wydany wtedy album Simile został nagrodzony tytułem albumu roku przez słowacką Unię Autorów i Wykonawców.
Dopiero w 2007 Fermata wydała pierwszy album koncertowy Live v Klube za zrkadlom.
W zestawieniu 100 najlepszych słowackich albumów wszech czasów zorganizowanym w 2007 przez dziennik Nový čas znalazły się dwie płyty grupy: Dunajská legenda (na miejscu 11) oraz Huascaran (na miejscu 87).

## Skład
Aktualny skład (2025):
- František (Fero) Griglák – gitara

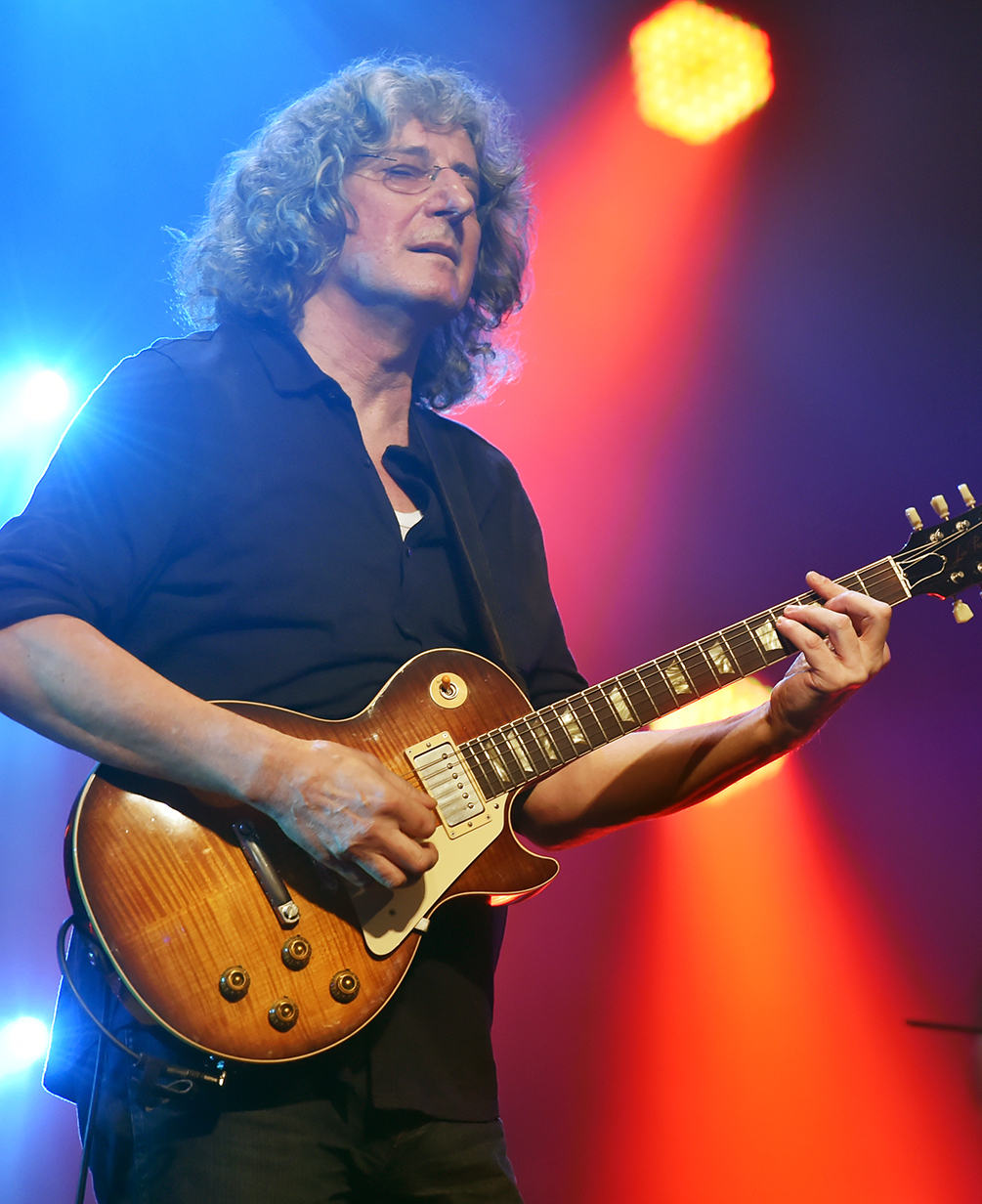
Lider grupy, František Griglák w 2017

- Matej Maximilián (Maxo) Mikloš – instrumenty klawiszowe
- Tamás Belicza – gitara bazowa
- Igor Skovay – perkusja

Niektórzy byli muzycy:
- Tomáš Berka - instrumenty klawiszowe
- Pavol Kozma - perkusja
- Peter Szapu - perkusja
- Anton Jaro - gitara basowa
- Cyril Zelenák - perkusja
- Laco Lučenič - gitara basowa
- Karol Oláh - perkusja

## Dyskografia
Lista albumów długogrających:
- Fermáta (1975)
- Pieseň z hôľ (1976)
- Huascaran (1977)
- Dunajská legenda (1980)
- Biela planéta (1980)
- Generation (1981)
- Ad libitum (1984)
- Simile... (1991)
- Real Time (1994)
- X (1999)
- Next (2005)
- Live v Klube za zrkadlom (2007) - album koncertowy, również DVD.
- Blumental Blues (2019)